# トキノミノル
トキノミノル（1948年5月2日 - 1951年6月20日）は、日本の競走馬。デビュー当初の馬名は「パーフエクト」であり、後に改名された。
通算10戦10勝、レコードタイム7度という成績でクラシック二冠を制したが、東京優駿（日本ダービー）の競走から17日後に破傷風で急死し、「幻の馬」と称された。
戦後中央競馬で10走以上した馬で、唯一全勝を記録している。岩下密政が全戦で騎乗した。1984年、JRA顕彰馬に選出。

## 出生 - デビューまで
1948年、北海道三石郡三石町（現・日高郡新ひだか町）の本桐牧場に生まれる。父セフトは当時のリーディングサイアー、母の第弐タイランツクヰーンは小岩井農場の基礎輸入牝馬の1頭・タイランツクヰーンの娘であり、本馬はその第6仔であった。幼名（血統名）は「パーフェクト」。当時本桐牧場には7頭の繁殖牝馬が繋養されていたが、当年誕生したのは本馬のみであった。このため千葉県から「遊び相手」として同齢の牡馬が購入され、同馬と共に幼駒時代を過ごした。
生産者である笠木政彦の回想に依れば「生まれたときから大きく、逞しい仔」であったが、当時セフトは日本では非主流であった短距離向きの種牡馬と見られており、また兄姉の成績も芳しくなく、すぐに買い手は付かなかった。しかし東京から訪れた調教師・田中和一郎は後躯の発達振りに惚れ込み、大映社長・永田雅一に購入を勧めた。当初永田は渋っていたが、笠木からも説得を受けて購買、自身の所有馬とした。永田はこの場で笠木に手付金として50万円を支払い、後に50万円を支払って100万円で購買した。しかし永田は本馬にさして思い入れを見せず、競走年齢の3歳を迎えても競走名を付けなかった。これを受けて笠木が田中に相談し、やむなく血統名パーフェクトのまま競走登録が行われた。

## 戦績

### デビュー戦の圧勝と改名
1950年7月、函館競馬場に移動して初戦を迎えたが、競走2日前の発馬練習で気性の悪い部分を見せ、また全姉ダーリングも発馬に難のある馬だったため、これが危険だと主催者側から再度のスタート練習を命令されたため、一旦は出馬登録を拒否された。当時の有力馬主であった栗林友二の口利きで競走登録が行われたものの、評価は1番人気から大きく離された2番人気（3頭立て）だった。
発走直前には再び暴れて騎手の岩下を振り落としたが、レースが始まると素直なスタートを見せ、先頭に立つ。道中でそのまま他馬を引き離すと、ゴールでは2着マッターホンに8馬身差をつけて優勝。勝ちタイム48秒1は芝800mの日本レコード、上がり3ハロン35秒0は当時としては驚異的な走破タイムであった。
当日の晩に田中が永田へ勝利報告の電話を掛けると、永田はパーフェクトを買ったことを忘れており、「何だそれは」と問い返したという。しかし数日後に田中厩舎を訪れた際には、田中と、挨拶に来ていた笠木を前に「君たちのお陰でダービーが取れるんだよ」と上機嫌であった。また永田はこの場でパーフェクトの競走名を「トキノミノル」に替えることを決定。この名前には「競馬に懸けた時が実るときが来た」という意味とされ、また「トキノ」については永田が尊敬していた菊池寛が使用した冠名の借用で、ダービーを意識する期待馬のみに使用するものだった。

### 無敗で皐月賞制覇
以降、トキノミノルは連勝を続ける。2戦目のオープン戦を快勝した後、3戦目の札幌ステークスでは、ここまで3戦3勝のトラツクオー（トラックオー）に10馬身以上の大差を付け、レコードタイムで優勝。初めて関東に移動しての4、5戦目もレコードタイムで優勝し、関東の3歳王者決定戦・朝日盃三歳ステークスを迎える。ここで重馬場での競走を初経験するが全く問題とせず、2着イツセイ（イッセイ）に4馬身差を付けて優勝。6連勝で3歳王者となった。
翌1951年、4歳初戦は中山競馬場の選抜ハンデキャップに出走。これまでの斤量から一気に7kgの増量となる59kg、また、かねて不安のあった膝の状態も憂慮されていたが、スタートから競り掛けてきたトラックオーを逆に競り潰す形で逃げ切り、イッセイに3馬身半差・レコードタイムで優勝した。次走のオープン戦では地元・東京競馬場で初出走。初めての左回りコースへの不安視も覆し、2馬身差で8連勝を遂げた。

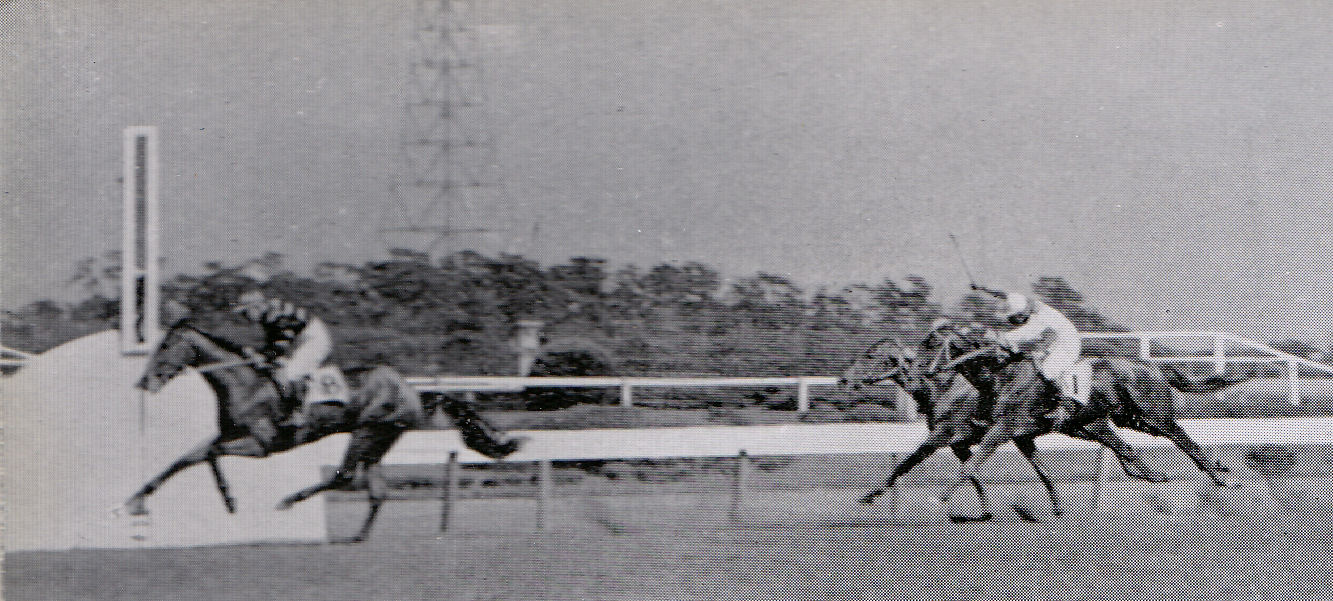
皐月賞優勝時

5月13日にクラシック初戦・皐月賞を控え、連勝を続けるトキノミノルの活躍は、日頃競馬に興味を抱いていない一般にも伝えられ、迎えた当日は皐月賞史上最高の単勝支持率となる73.3%を記録して圧倒的な1番人気に推された。トキノミノルは例の通りスタートから逃げると、従来のレースレコードを一挙に6秒1短縮する、2分3秒0という芝2000mの日本レコードで優勝した。着差は2馬身であったが、ゴール前では鞍上の岩下が後ろを振り向くほどの余裕があった。岩下、永田はこれが初めてのクラシック制覇、田中はクモハタ、セントライトに次ぐ勝利で、尾形藤吉、東原玉造に並び、当時最多の皐月賞3勝目となった。

### 調教不順から東京優駿制覇
しかし競走翌日、中山競馬場から帰厩したトキノミノルは歩行異常を来たし、さらに25日には右前脚に裂蹄を生じた。31日は東京優駿に向けての最終調教を行ったが、岩下は脚の状態を慮り、最後の600mだけを通常通りに走らせるという軽い調教で済ませ、これに田中は激怒し、岩下に「なんで追わないんだ」と怒鳴りつけた。これを受け、調教後にはトキノミノルの状態を不安視する見解が各マスコミから伝えられた。さらにこの翌日、右前脚を庇い続けたことで左前脚の腱が腫れ、厩舎関係者総出の治療が行われた。永田は「出れば1番人気になることは分かっているのだから、ファンに迷惑は掛けられない」と出走辞退も示唆していたが、競走前日から状態の良化が見られ、さらに当日朝には両前脚とも全く不安のない状態となった。これで正式に出走が決定したが、調教過程の不順もあり、田中は調教手帳に「実に不安」と記し、永田は「今年のダービーは開催日が6月3日でこれを足すと9、トキノミノルの枠順が9、脚の故障で苦、レースでも苦になりそうだ」と漏らしていた。レースに臨んでは蹄と蹄鉄との間にフェルトを挟み込み、負担を軽減するという措置が取られた。
当日の東京競馬場には7万人を超える観客が集い、競走史上初めて内馬場が観戦用に開放された。記者の大島輝久によると、このとき初めて競馬新聞の印刷に謄写版ではなく輪転機が使用され、刷り上がったそばから売れていったという。トキノミノルは「みるからにファイトあふれる様子」でパドックを回り、勝算を問われた岩下は「これまで乗った手応えでは、まず2000メートルまでなら相手になる馬はいないと思います。が、2400メートルでどういうレースをするか、ここではレースに臨んでは最善を尽くす、ただそれだけを申し上げておきます」と語った。
不調が伝えられていたトキノミノルは皐月賞よりも評価を落としたが、それでも支持率50%を越える圧倒的1番人気に推された。レースが始まると、トキノミノルは好スタートに失敗して初めて他の馬に先頭を譲る形でレースをすることとなり、道中は8-9番手を進んだ。しかし向正面から行き脚をつけて先行勢を交わしていくと、そのままゴールまで先頭で押し切り、イッセイに1馬身余の差で優勝。1943年のクリフジ以来史上2頭目となる、無敗でのクラシック二冠を達成した。皐月賞と東京優駿の両方を無敗で制したのはトキノミノルが初めてである。優勝タイムはそのクリフジが記録したレースレコードを0.3秒短縮するものであった。岩下は道中で控えた理由について、「脚が心配なければ楽に逃げ切る自信はあった。けど、この時は脚がもたないかもしれない、故障してしまうかも知れない、そう思うと怖くて行けなかった」と語っている。
競走直後、凱旋するトキノミノルに対して観客が殺到し、牧柵の埒が破損。口取り撮影（記念撮影）は、馬場内になだれ込んだ観客に囲まれた中で行われた。秋にはセントライト以来史上2頭目のクラシック三冠は確実と見られ、永田は記者に対し、三冠が達成された場合、史上初のアメリカ遠征を行うことを発表した。

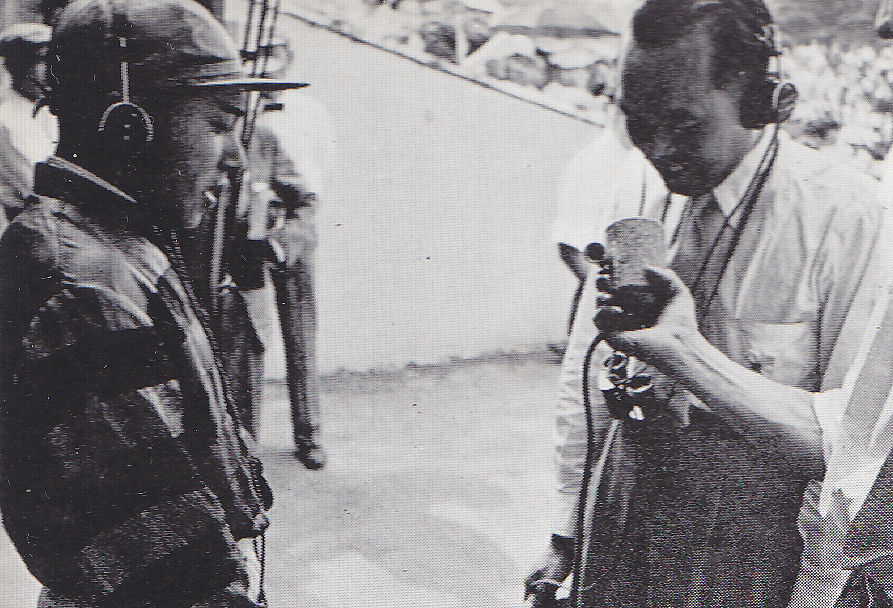
NHK職員からインタビューを受ける岩下密政。この競走は初めてNHKで全国中継された[39]。
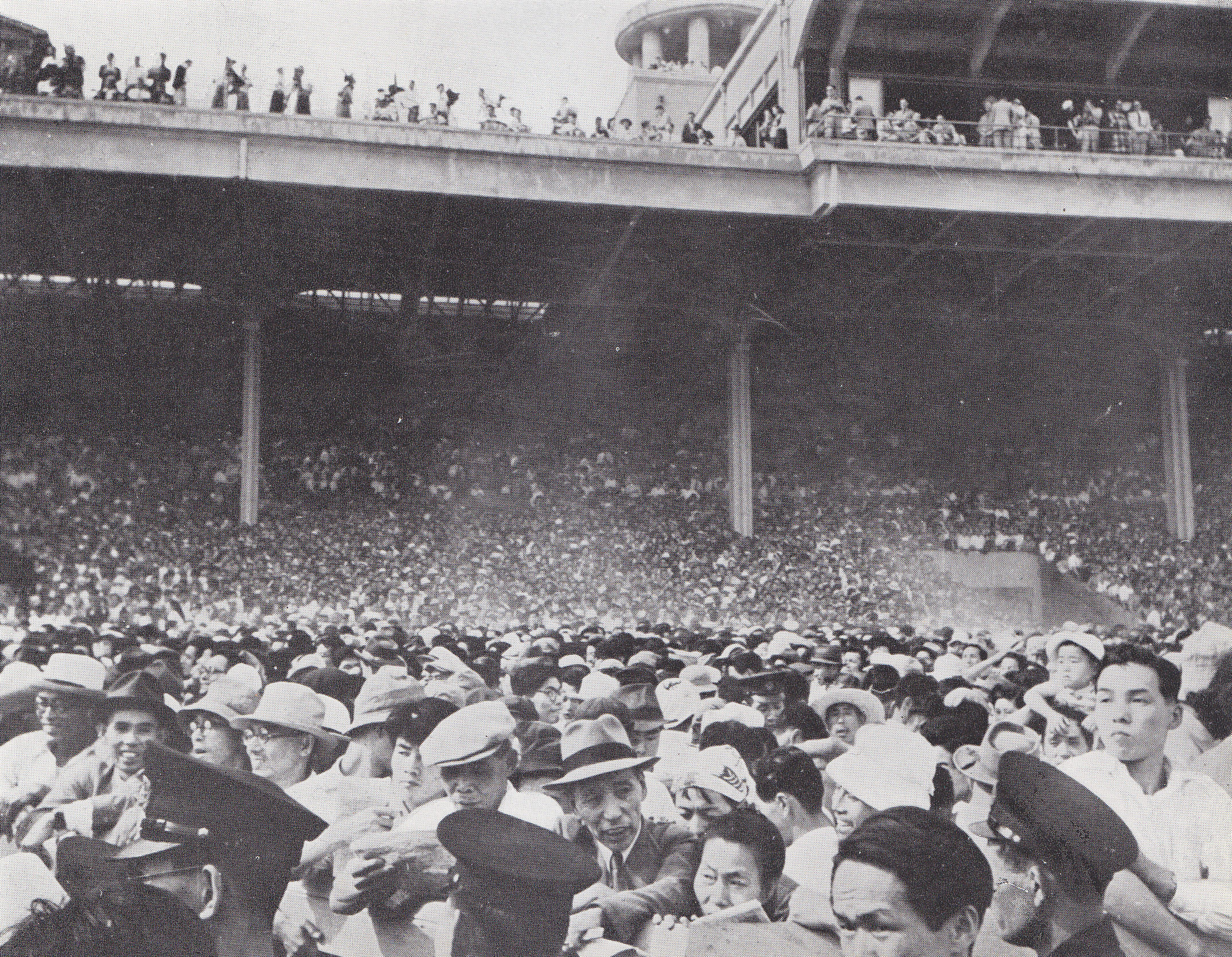
発走数分前の観客スタンド。屋根上にはカメラマンなどの報道関係者が陣取る。
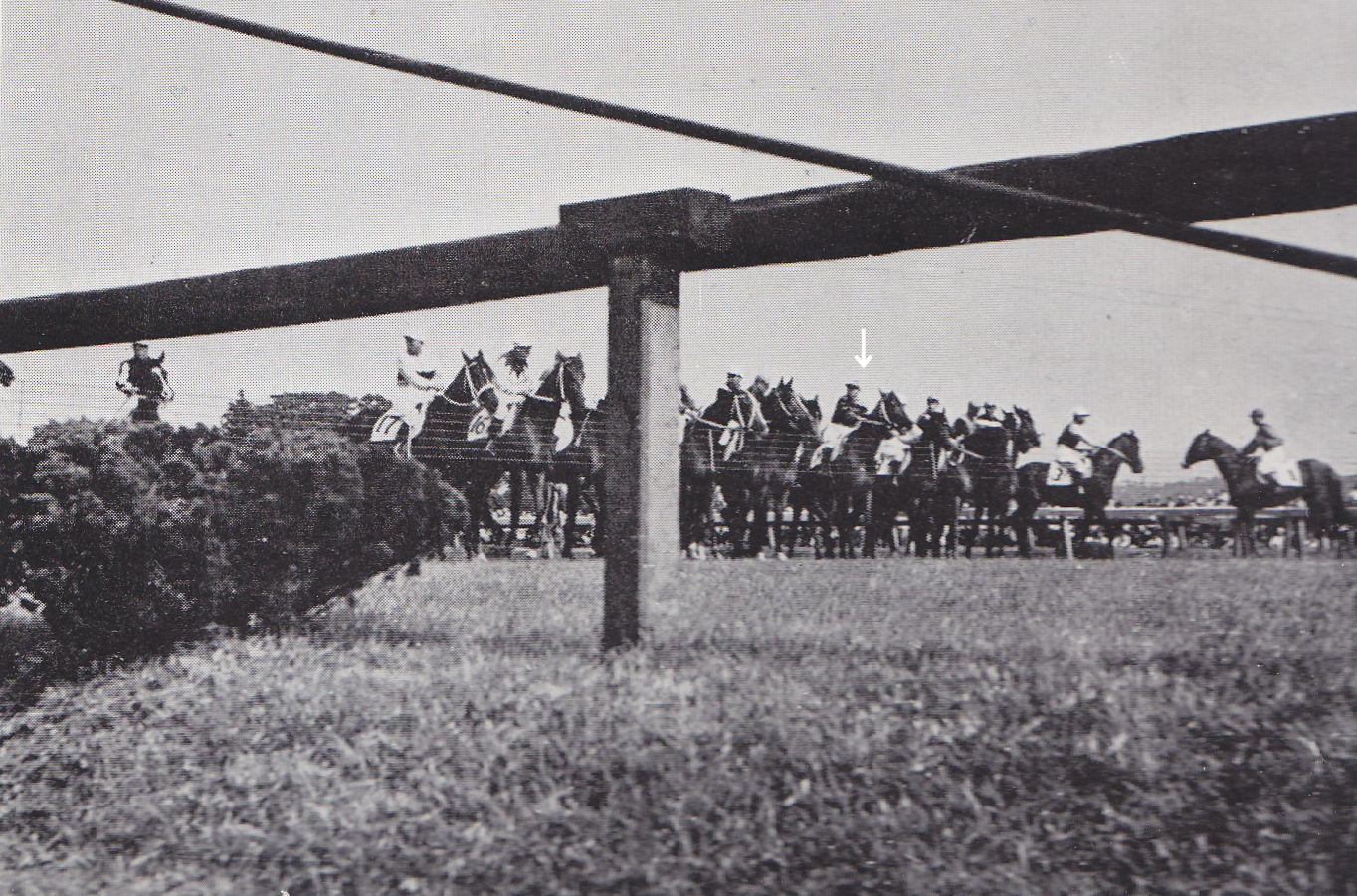
発走直前、整列する出走馬。矢印下がトキノミノル。
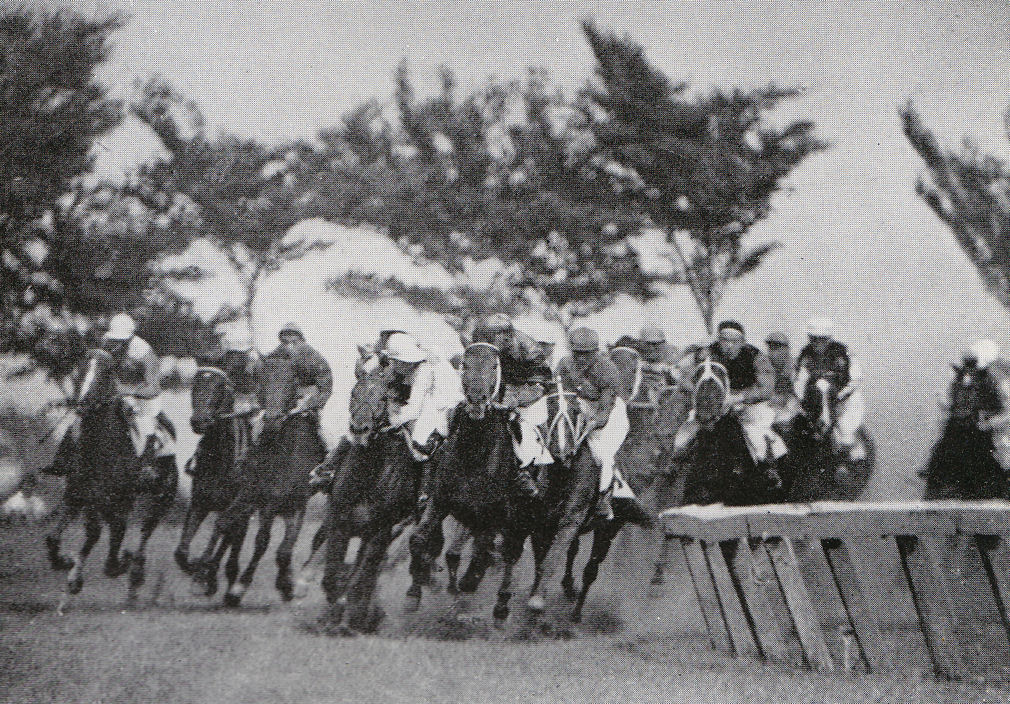
最終コーナー手前の様子。中央先頭にトキノミノル、向かって左に3着馬のミツハタがいる。
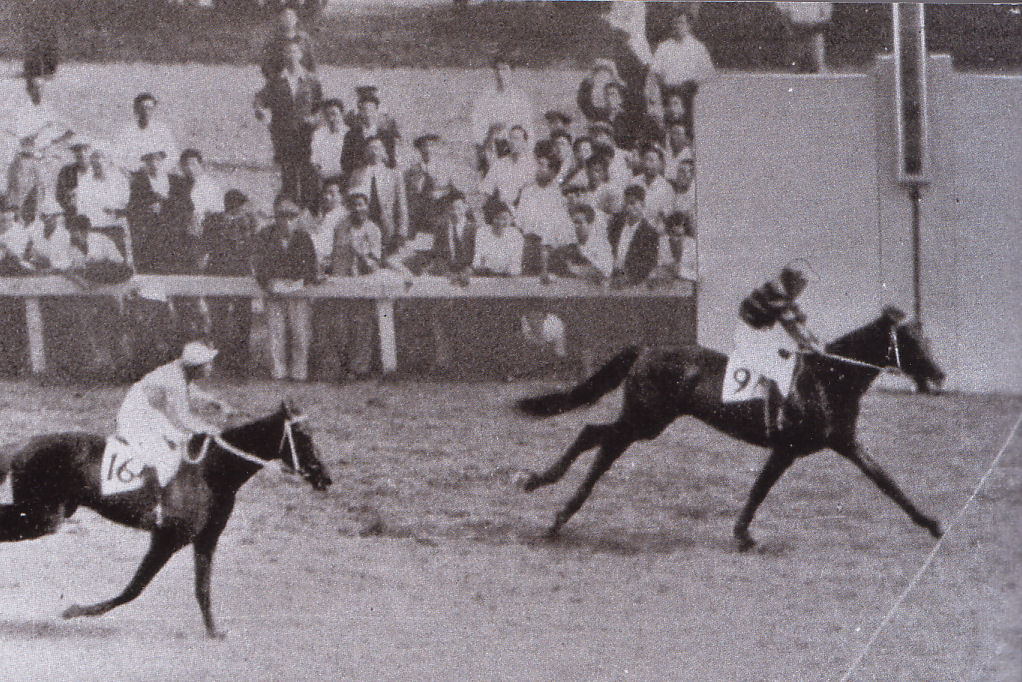
ゴール前の様子。
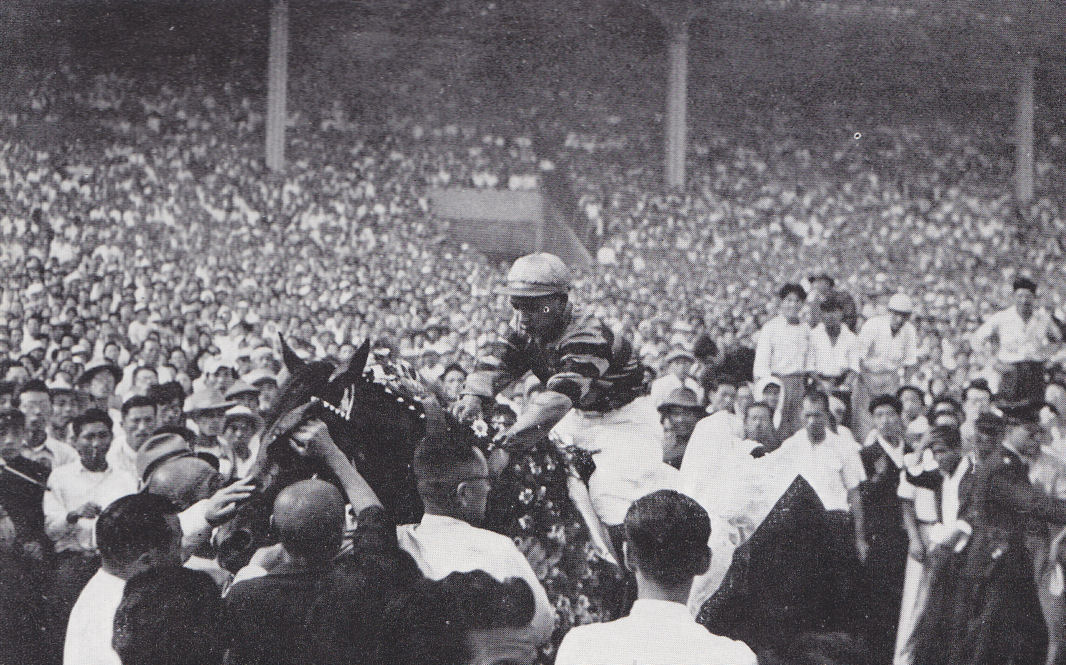
観客に囲まれる中、関係者から労いを受けるトキノミノル。

## 破傷風で死亡
東京優駿から5日後の6月8日、厩務員の村田が田中に「どうも元気がない、食欲もなくなっている」と報告した。トキノミノルは競走後の数日間調教を休んでいたが、特に状態が悪化しているわけではないものの日に日に元気がなくなっていき、曳き運動の際も辛そうな様子を見せた。16日午後になると目が赤くなっているのが見つかり、結膜炎が疑われて治療が行われた。翌日には歩様がぎこちなく、目の充血が悪化、さらに瞬膜の突出も見られたため、強心剤と輸液が投与された。しかし夕方には症状がさらに悪化し、ここで破傷風が疑われ、永田と岩下が家畜衛生試験所・小平分室へ赴いて血清を受け取り、帰厩後にペニシリン等と共に投与された。
18日には身体各部の硬直が見られ、夕方には接触、光、音に異常に敏感に反応するという破傷風特有の症状が現れる。さらには厩務員の草刈りの音で全身硬直を起こすまでに至り、医師と厩務員以外、一切の接触が禁止、また陽光を避けるため馬房も羽目板で閉め切られたが、翌19日には症状が治まり、食欲に若干の回復が見られた。翌20日にはニンジン、青草を食べる程度に回復し、正午には獣医師・松葉重雄、石井進の診察で、急変への注意は必要であるものの、快方へ向かうとの予測が立てられた。しかし同日午後になって容態が急変、18日に起こしたものと同様の全身硬直を二度、三度と繰り返した。痺麻薬の浣腸が行われたが病状は悪化の一途を辿り、嚥下障害のため鎮痙剤の投与も不可能となった。午後6時40分には全身痙攣を起こして倒れ、それからおよそ4時間後の午後10時34分、トキノミノルは破傷風に伴う敗血症で死亡した。
最期の様子を看取った競馬記者の橋本邦治は、「これがあのダービー馬かと目を疑いたくなるような、寂しい姿だった」と回想している。当日、岩下は所用で外出していたが、容態の急変を知らされて帰厩、トキノミノルは岩下に「どうしたどうした」と声を掛けられた直後に目を閉じ、死亡したという。
永田は獣医と田中に対して、「なんとかして助けてやってくれ。金は惜しむな、ダービーの賞金もみんな使え。競走生命がなくてもいい、なんとしても命だけは助けてやってくれ」と頼み込んでいたが、実際にトキノミノルの治療に投じられた薬剤費はダービーの1着賞金の100万円（当時）に匹敵する額であったとも、超えていたともされている。破傷風菌は5月25日に生じた裂蹄で侵入したとも見られたが、担当獣医の柴田直哉は、当該患部に菌の浸食はそれほど見られなかったとしている。一方で、大川慶次郎は前述の東京優駿の日の時点で裂蹄を生じていた箇所から破傷風菌は侵入していたと推測している。トキノミノルの病状は詳細に記録され、後に破傷風の研究進歩に貢献した。

### 死後

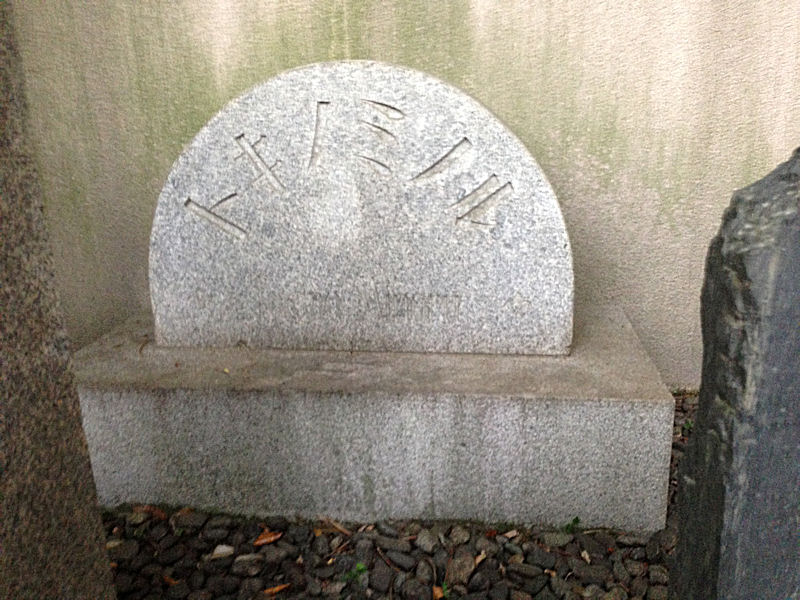
トキノミノル墓碑

トキノミノルの死は一般紙にも取り上げられ、読売新聞は社会面のトップで報じた。こうした中で作家の吉屋信子が毎日新聞に寄せて「初出走以来10戦10勝、目指すダービーに勝って忽然と死んでいったが、あれはダービーに勝つために生まれてきた幻の馬だ」という追悼文を発表し、以降この「幻の馬」がトキノミノルの二つ名として定着した。厩舎で葬儀が行われた後、遺体は東京競馬場所有墓地に運ばれ、第4代日本ダービー優勝後に調教中の骨折で死亡したガヴアナー（ガヴァナー）の隣に埋葬された。現在はガヴァナー他と共に、東京競馬場正門前の馬霊塔に改葬されている。

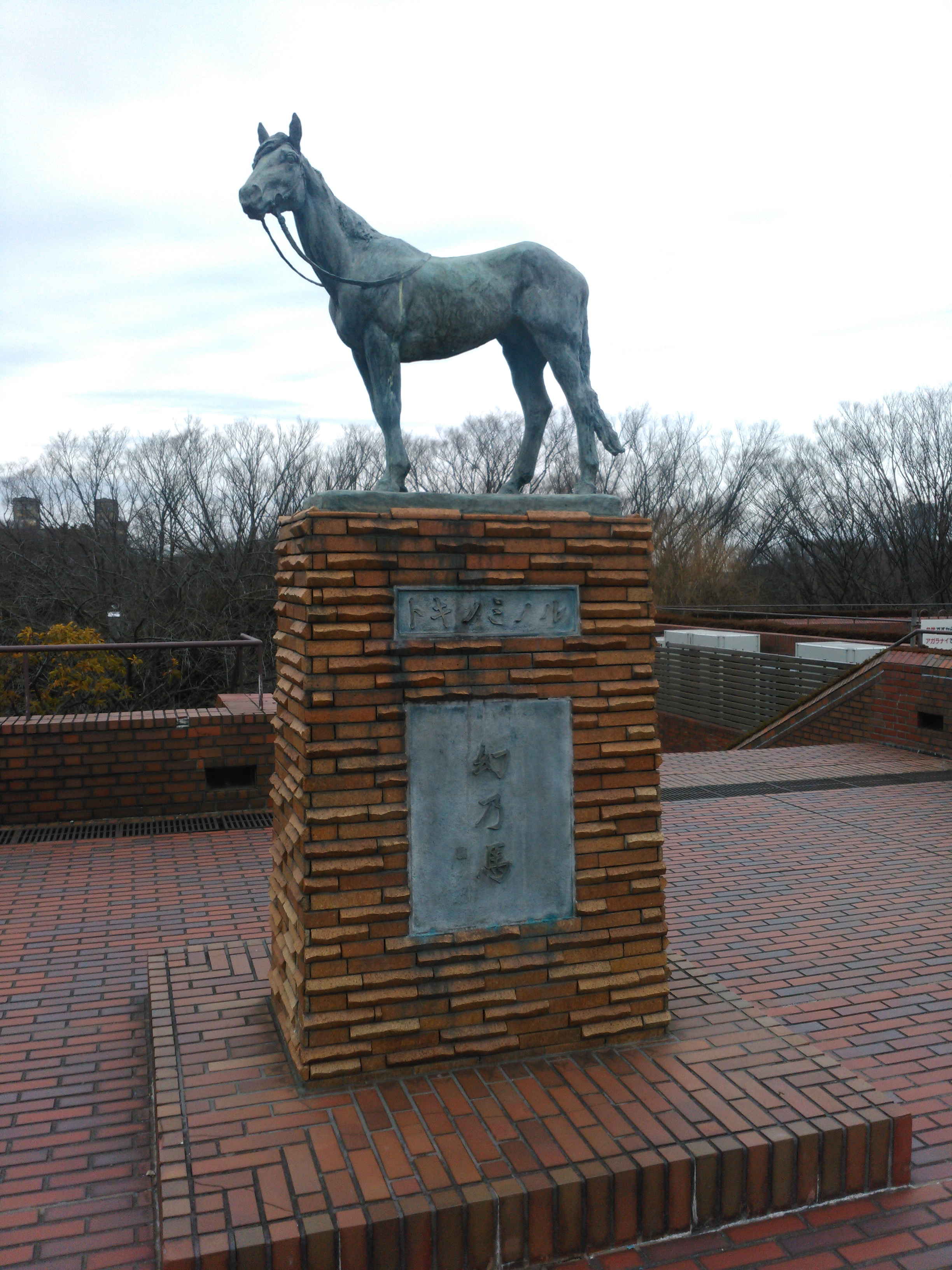
トキノミノル像(馬の博物館)

永田はその死を悼み、1955年に映画『幻の馬』を制作、文部省選定映画となった。さらに彫像の製作も発案され、日本寺大仏等を手掛けた仏師・八柳恭次に製作が依頼された。しかし八柳は動物彫刻は専門外であったため、完成品の石像は不評だった。このため、同作は田中和一郎の長男・和夫が引き取り、馬をはじめとする動物彫刻の第一人者・三井高義に改めて依頼。三井の手によるブロンズ像は1966年に完成し、同年12月7日に東京競馬場パドック脇に設置され、除幕式が行われた。その後「トキノミノル像」はファンの間で、東京競馬場の待ち合わせ場所としても定着している。一方で、こうした永田の行動に対して元朝日新聞記者の遠山彰は、トキノミノルの死を「病後の無理使いが招いた悲運だ」とした上で、「周囲の人間の欲が、名馬を抹殺したのだ」、「そこまでするくらいの名馬なら、なぜダービー出走を断念しなかったのだろう」と批判した。永田はトキノミノルの死後、自身の所有馬に「トキノ」の冠名をつけることは一度もなかった。
毎年2月の明け満3歳による重賞競走「共同通信杯」は、その名を冠し「トキノミノル記念」の副称が付けられている。中央競馬史上、重賞名に馬名が冠されたものは他にセントライト、シンザン、クモハタ、カブトヤマ、セイユウ、タマツバキ、シュンエイ、ディープインパクトのみである。1984年には中央競馬において記録的・文化的に顕著な貢献があった馬を後世に伝えるという趣旨の「顕彰馬制度」が発足し、同年行われた第1回選考で顕彰馬に選出された。

## 競走成績
| 年月日 | 年月日 | 年月日 | 競馬場 | レース名           | 頭数 | 人気 | 着順 | 距離（状態）  | タイム  | 着差    | 騎手     | 斤量 [kg] | 勝ち馬/（2着馬）     |
| 1950   | 7.     | 23     | 函館   | 新馬               | 3    | 2    | 1着  | 芝0800m（良） | 0:R48.1 | 8身     | 岩下密政 | 51.5      | （マツターホーン）   |
|        | 8.     | 23     | 札幌   | オープン           | 5    | 1    | 1着  | ダ1000m（良） | 01:02.0 | 2.1/2身 | 岩下密政 | 51.5      | （フミワカ）         |
|        | 9.     | 3      | 札幌   | 札幌S              | 11   | 2    | 1着  | ダ1200m（良） | R1:13.1 | 大差    | 岩下密政 | 51        | （トラツクオー）     |
|        | 10.    | 1      | 中山   | オープン           | 6    | 1    | 1着  | 芝1000m（良） | R1:01.2 | 6身     | 岩下密政 | 52        | （シヤダイブルース） |
|        | 10.    | 15     | 中山   | 優勝               | 4    | 1    | 1着  | 芝1100m（良） | R1.05.4 | 4身     | 岩下密政 | 52        | （ハツピーウネビ）   |
|        | 12.    | 10     | 中山   | 朝日盃三歳S        | 10   | 1    | 1着  | 芝1100m（稍） | 01:06.3 | 4身     | 岩下密政 | 52        | （イツセイ）         |
| 1951   | 4.     | 1      | 中山   | 選抜ハンデキャップ | 6    | 1    | 1着  | 芝1800m（良） | R1:51.2 | 3身     | 岩下密政 | 59        | （イツセイ）         |
|        | 4.     | 28     | 東京   | オープン           | 4    | 1    | 1着  | 芝1800m（良） | 01:52.4 | 2身     | 岩下密政 | 55        | （イツセイ）         |
|        | 5.     | 13     | 中山   | 皐月賞             | 8    | 1    | 1着  | 芝2000m（良） | R2:03.0 | 2身     | 岩下密政 | 57        | （イツセイ）         |
|        | 6.     | 3      | 東京   | 東京優駿           | 26   | 1    | 1着  | 芝2400m（良） | R2:31.1 | 1.1/4身 | 岩下密政 | 57        | （イツセイ）         |

- タイム欄のRはレコード勝ちを示す。

## 特徴・評価

### 競走馬としての評価
騎乗した岩下密政は、「文句なく速く、強かった。凄いバネとスピード、スタミナが共存していた」と評している。その競走能力は対戦した騎手からも絶賛され、「桁違いの強さで競馬にならなかった。とにかく強かった。素晴らしかったと思う」（境勝太郎）、「なにしろ強かった。トキノミノルが一番強かった。あんな馬見たことない」（浅見国一）、「先頭に行こうかなと思うのだが、いつも（トキノミノルが）前。調子が悪かったダービーでも第2コーナーからはアッサリ。能力が違ったのだ」（保田隆芳）といった評が寄せられている。これに加え浅見は「生きていれば五冠は楽に取れた」とも述べ、日本競馬史上の最強馬候補に名を挙げている。顕彰馬テンポイント等を生産した吉田牧場の吉田重雄も、「あの馬が最強でしょう」と評している。2004年に日本中央競馬会の機関誌『優駿』が行った特集「記憶に残る名馬たち」の第1弾「年代別代表馬BEST10」（2004年3月号）という企画において、トキノミノルは1950年代部門で第1位に選ばれ、作家の古井由吉は「シンザンも、テンポイントも、シンボリルドルフも、ナリタブライアンも追いつかないのではないか、と思うほどだ。見たことはない。」という評を寄せている。

#### 競走面での特徴・脚質
一般に逃げ馬と認識されており、2004年に『優駿』が行った特集「記憶に残る名馬たち」の第2弾「個性派ホースBEST10」（2004年10月号）という企画において、1950年代-1970年代の逃げ馬部門の識者投票で第1位に選ばれた。しかし、橋本邦治は自ら1位に票を投じながら、「"何が何でも逃げる"タイプではないし、特に逃げ馬という印象も無い」と評し、トキノミノルに投票しなかった福田喜久男は「スピードの絶対能力が違うが故に、ただ単に先に行っただけと考えている」と述べた。岩下の回想では「出っぱ（スタート）の良い馬と比較すれば、むしろ遅い方」であったが、2完歩目から「あっという間にスピードに乗り、先頭に立つ」馬であったという。また、「ゴール前3ハロン（約600m）辺りに掛かると、自分から動き始めたので、私は殆ど鞭を使わなかった」とも語っている。田中和一郎の子息の田中和夫はトキノミノルのレースぶりについて、トキノミノルの登場以前の競馬は、スタミナ優先で勝負所まで力をためて、直線の追い比べで抜け出すヨーロッパスタイルが主流だったとしたが、「ところがトキノミノルは最初から飛ばして最後までスピードで押切るアメリカンスタイルの競馬だった。スピードの絶対値が違うからそういう競馬ができたんだろうね」と振り返っている。

### 身体面の特徴
体高約160cm。当時馬体重の発表はなかったが、田中が綴っていた調教手帳に、皐月賞出走時が445kgと記されている。関係者の間では総じて見栄えの良い馬ではなかったと評されており、岩下は「馬相は余り良い方ではなかった」、永田は初見の印象として「素人が見ると、あまり器量が良くない。大して走る馬じゃないと思ったが、ただ何となく精悍である」と述べている。当時田中厩舎の見習い騎手であった野平好男は、「上背があるけど細く見えたのは、セフト産駒の特徴」としている。

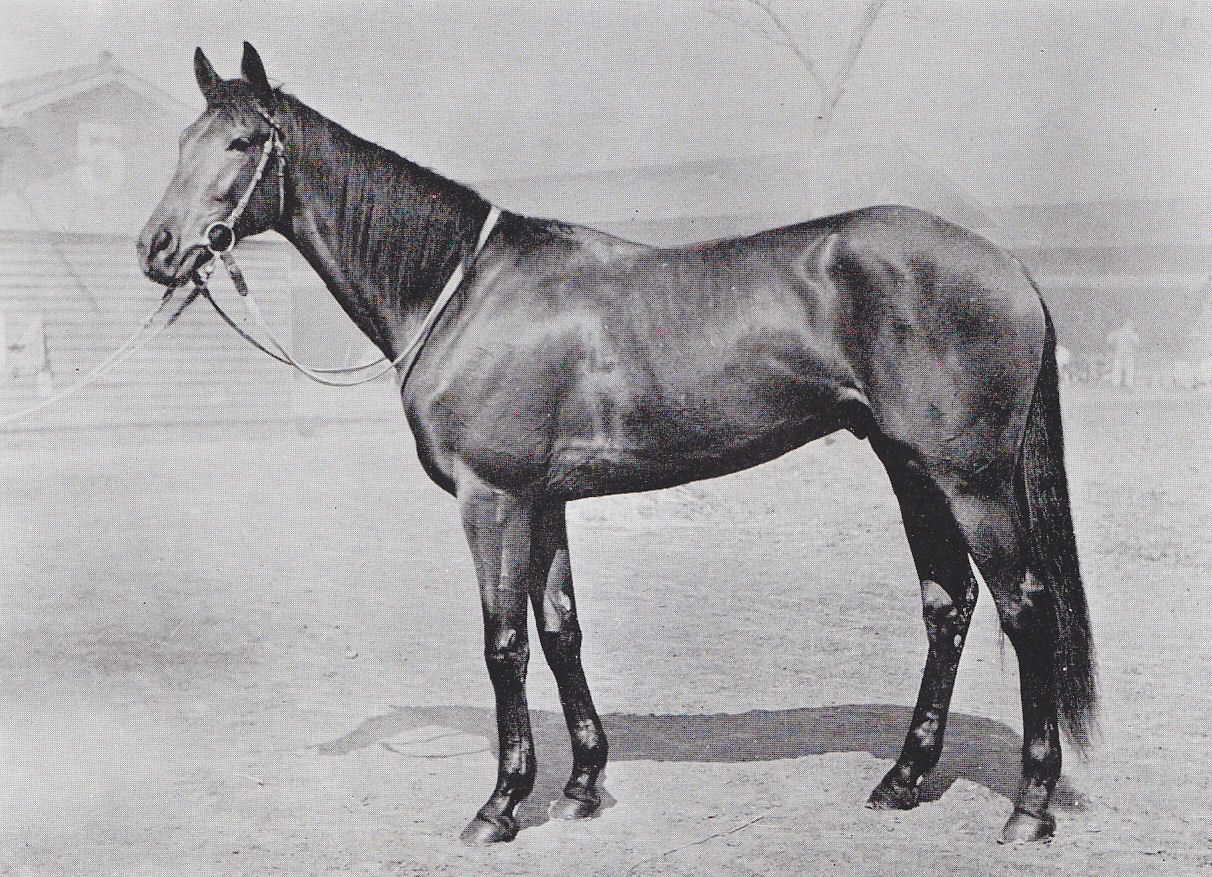
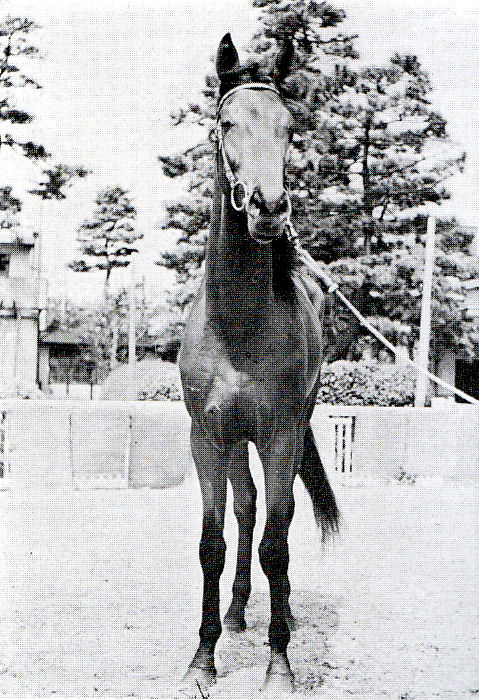
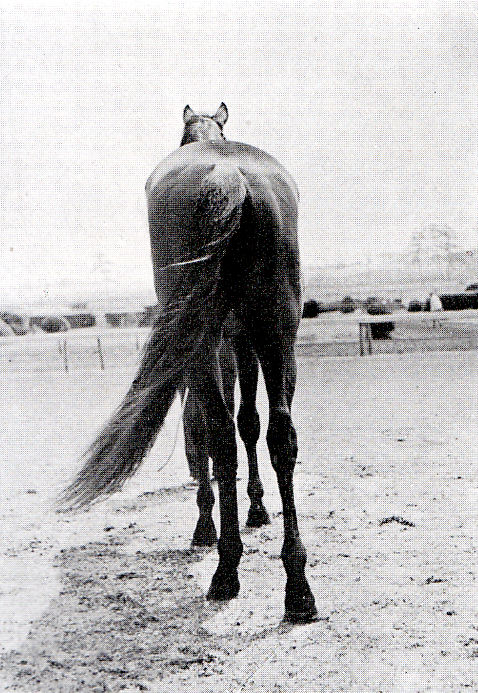

#### 脚部不安
トキノミノルの最大の弱点として知られた膝痛は、特に4歳以降常態化しており、岩下は「調教もだましだまし乗っていた。だから4歳クラシックのスタートも、計算してのものじゃない。もうこれ以上は、クラシックレースに間に合わないというので、見切り発車したようなもの。またいくら待っても良くなりはしないから、そのレースで終わるかも知れないと、4歳になってからはいつも、一発勝負みたいな気持ちだった」と回顧し、また「一度でいいから4本脚で走らせたかった。いつも悪い膝を庇って3本脚で走って、7回もレコードで勝っているのだから、4本脚で走ったらどのくらい走るものか」と脚部不安を惜しんだ。さらに野平によると入厩当初から左前脚にも裂蹄の症状を抱え続けており、「稽古でも追い切ったことは一度もなく」「七分以上の稽古はやらせてもらえなかった」という。田中和一郎は4歳時に調整が思うようにいったことは一度もなかったとし、「おそらく軽い骨折でもしてたんじゃないかな」と述べており、田中和夫は「今から考えるとヒザのどこかの骨に小さなヒビでも入っていたかもしれないね」と述べている。

### 競馬界に与えた影響

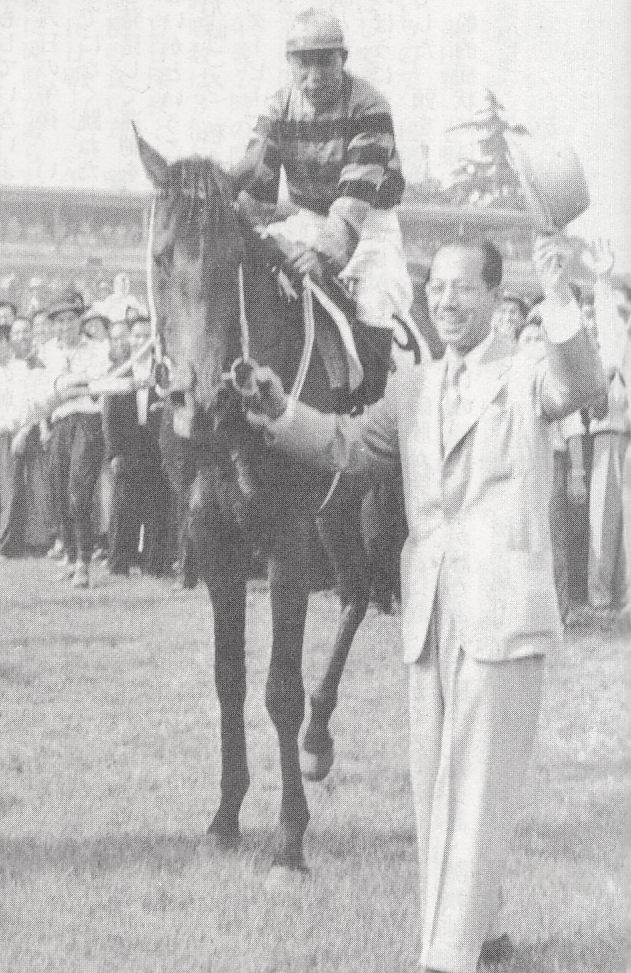
ファンと共に写真に収まる。轡を取るのは永田雅一

トキノミノルの登場当時、国営競馬は地方競馬の好況に圧され、ダービーの開催すら不透明という経営不振の中にあった。こうした状況下で一般の耳目も集める存在となったトキノミノルは、まず国営競馬にとっての「救世主」であった。また、ダービー当日に訪れた7万人余りの観客には、「『一目でいいからトキノミノルのレースを見たい』というファンが多かった」（橋本邦治）とされ、作家の岩川隆はこれを「単なるギャンブルではない。それまで競馬に無関心だった人達も、天が与え給うたこの一頭の馬の無心で懸命な疾走を目の当たりにするために、競馬場に足を運び始めた」と評した。岩川はトキノミノルを「『ダービー中興の祖』であり『第一次競馬ブームの主人公』」としている。
競馬評論家の大川慶次郎は東京優駿において「第3コーナーでトキノミノルが上がっていったとき、観衆がワーッと湧いた。みんなトキノミノルを応援してるんだなと思った」、またゴール後には「『ああ、これでやっと競馬がみんなのものになったんだなあ』と頭の片隅で考えていた」と回顧し、当時ファンが1頭の馬を応援するという現象の特異性を指摘した。また前述のファンに囲まれての記念撮影が忘れられないと回顧し、「戦後の競馬は、ファンの競馬になったと感じた」と述べた。また大川は「競馬のファン層が増え、目立って据野が広がってくる場合には、節目にはやはりそれなりのスター・ホースが出現していたのが、日本の競馬の歴史を通じていえると思います」と述べたうえでトキノミノルはその最初の例とし、以降でこれに該当する競走馬としてシンザン、タケシバオー、ハイセイコー、オグリキャップを挙げている。高見沢秀は「競馬がギャンブルスポーツとして、地歩を固めた時代の立役者だった」と評している。

## 血統

### 血統的特徴
3×4のクロスとなっているThe Tetrarchは、伝説的な挿話を多数残す稀代の快足馬であり、当時の日本では規格外のトキノミノルのスピードは、このインブリードによるところが大きいとされた。この「3×4」というインブリードによって血統内に発生する18.75%という血量は「奇跡の血量」と呼ばれ、近親繁殖の弊害を避け、当該祖先の長所のみを伝える血量として、当時イギリスで絶大な人気を誇った配合理論だった。セフトと第弐タイランツクヰーンの配合は「笠木が考案した」とされることも多いが、実際には笠木に本桐牧場を譲渡した下河辺孫一の考案によるものであった。トキノミノルの成功により「18.75%理論」が日本の競馬界で広く支持されるようになった。
血統研究家の笠雄二郎は、血統構成の面から「トキノミノルのスピードは完璧といっていい」、「無事ならセントライト以来の三冠はもちろん、セントライト以上の種牡馬となったであろう。急逝は馬産界にとって痛かった」と述べている。アナウンサーの小林皓正は東京優駿での勝利を「血統的にダービーは?と見られていたセフト産駒の勝利でもあった」と述べている。

### 血統表
| トキノミノルの血統                  | トキノミノルの血統                                 | トキノミノルの血統             | （血統表の出典）               | （血統表の出典） |
| 父系                                | ヘロド系                                           | ヘロド系                       | ヘロド系                       |                  |
| 父 *セフト Theft 1932 鹿毛          | 父の父Tetratema 1917 芦毛                          | The Tetrarch                   | Roi Herode                     | Roi Herode       |
| 父 *セフト Theft 1932 鹿毛          | 父の父Tetratema 1917 芦毛                          | The Tetrarch                   | Vahren                         |                  |
| 父 *セフト Theft 1932 鹿毛          | 父の父Tetratema 1917 芦毛                          | Scotch Gift                    | Symington                      | Symington        |
| 父 *セフト Theft 1932 鹿毛          | 父の父Tetratema 1917 芦毛                          | Scotch Gift                    | Maund                          |                  |
| 父 *セフト Theft 1932 鹿毛          | 父の母Voleuse 1920 鹿毛                            | Volta                          | Valence                        | Valence          |
| 父 *セフト Theft 1932 鹿毛          | 父の母Voleuse 1920 鹿毛                            | Volta                          | Agnes Velasques                |                  |
| 父 *セフト Theft 1932 鹿毛          | 父の母Voleuse 1920 鹿毛                            | Sun Worship                    | Sundridge                      | Sundridge        |
| 父 *セフト Theft 1932 鹿毛          | 父の母Voleuse 1920 鹿毛                            | Sun Worship                    | Doctorine                      |                  |
| 母 第弐タイランツクヰーン 1934 芦毛 | 母の父Soldennis 1918 栗毛                          | Tredennis                      | Kendal                         | Kendal           |
| 母 第弐タイランツクヰーン 1934 芦毛 | 母の父Soldennis 1918 栗毛                          | Tredennis                      | St.Marguerite                  |                  |
| 母 第弐タイランツクヰーン 1934 芦毛 | 母の父Soldennis 1918 栗毛                          | Soligena                       | Soliman                        | Soliman          |
| 母 第弐タイランツクヰーン 1934 芦毛 | 母の父Soldennis 1918 栗毛                          | Soligena                       | St.Guntheim                    |                  |
| 母 第弐タイランツクヰーン 1934 芦毛 | 母の母*タイランツクヰーン Tylant's Queen 1928 芦毛 | Phalaris                       | Polymelus                      | Polymelus        |
| 母 第弐タイランツクヰーン 1934 芦毛 | 母の母*タイランツクヰーン Tylant's Queen 1928 芦毛 | Phalaris                       | Bromus                         |                  |
| 母 第弐タイランツクヰーン 1934 芦毛 | 母の母*タイランツクヰーン Tylant's Queen 1928 芦毛 | Silver Queen                   | The Tetrarch                   | The Tetrarch     |
| 母 第弐タイランツクヰーン 1934 芦毛 | 母の母*タイランツクヰーン Tylant's Queen 1928 芦毛 | Silver Queen                   | Princess Stering               |                  |
| 母系(F-No.)                         | 14号族(FN:14-f)                                    | 14号族(FN:14-f)                | 14号族(FN:14-f)                | [ § 2 ]          |
| 5代内の近親交配                     | The Tetrarch 3×4、Ayrshire 5×5                     | The Tetrarch 3×4、Ayrshire 5×5 | The Tetrarch 3×4、Ayrshire 5×5 | [ § 3 ]          |
| 出典                                | 1. 2. 3.                                           | 1. 2. 3.                       | 1. 2. 3.                       | 1. 2. 3.         |

祖母タイランツクヰーンは2000ギニー優勝馬セントルイスの姪に当たり、父には大種牡馬ファラリスを持つ屈指の名血であった。その子孫からはトキノミノルの他にも数々の活躍馬が出ており、競走馬としては大成しなかったイヅタダ、ダーリングといったトキノミノルの姉も、繁殖馬として優れた成績を残した。ダーリングの曾孫には八大競走を3勝したグリーングラスがおり、種牡馬となったグリーングラスを通じてダーリングの血が日本の多くのサラブレッドに伝えられている。

### 主な近親
- シゲミノル（甥 - ラジオたんぱ賞）
- コマノハナ（従妹 - クイーンステークス）
- トキノメイヂ（従甥 - 日経新春杯）
- エムローン（従甥 - 毎日王冠、アルゼンチン共和国杯、クモハタ記念）
- ダーリングヒメ（従姪 - 七夕賞、福島大賞典 グリーングラスの母）
- クインサーフ（従姪 - 東京障害特別）